# Linhares (gemeente)
Linhares is een gemeente in de Braziliaanse deelstaat Espírito Santo. De gemeente telt 169.048 inwoners (schatting 2017).
De plaats ligt aan de rivier de Doce.

## Aangrenzende gemeenten
De gemeente grenst aan Aracruz, Colatina, Governador Lindenberg, Jaguaré, João Neiva, Marilândia, Rio Bananal, São Mateus en Sooretama.

## Verkeer en vervoer
De plaats ligt aan de noord-zuidlopende weg BR-101 tussen Touros en São José do Norte. Daarnaast ligt ze aan de wegen ES-245 en ES-248.